# NGC 4993
NGC 4993 (NGC 4994) é uma galáxia elíptica (E/SB0) localizada na direcção da constelação de Hydra. Possui uma declinação de -23° 23' 02" e uma ascensão recta de 13 horas, 09 minutos e 47,6 segundos.
A galáxia NGC 4993 foi descoberta em 26 de Março de 1789 por William Herschel.